# Nuntii Latini
Nuntii Latini („lateinische Nachrichten“) ist der Titel mehrerer lateinischer Nachrichtensendungen im Rundfunk.

## Yle
Der finnische Radiosender Yleisradio sendete Nuntii Latini vom 1. September 1989 bis Juni 2019 auf YLE Radio 1 wöchentlich freitags um 18:15 Uhr.
Die Sendungen zu aktuellen Themen aus aller Welt werden vollständig in Latein gestaltet und im Wechsel von einem Sprecher und einer Sprecherin verlesen. Sitz der Redaktion ist Helsinki, Redakteure des Angebots sind Tuomo Pekkanen, emeritierter Professor der Universität Jyväskylä, und Reijo Pitkäranta, Dozent an der Universität Helsinki, beide Mitglieder der Academia Latinitati Fovendae mit Sitz in Rom. Um aktuelle Themen übersetzen zu können, wird neben dem klassischen Latein auch das Latein des Mittelalters und der Neuzeit herangezogen. So werden Begriffe wie „elektronisches Dokument“ zu documentum electronicum, „Schnelle Eingreiftruppen“ zu cohortes reactionis rapidae und „Marschflugkörper“ zu missilia circumvagantia.
Die Nachrichten werden auch als Podcast unter dem Namen Audi Nuntios Latinos per interrete im Internet zur Verfügung gestellt. Von 1992 bis 1999 wurden die Beiträge eines Jahres von den Redakteuren und der Finnischen Literaturgesellschaft in gedruckter Form vorgelegt.
Die Sendung hatte weltweit etwa 40.000 Hörer.
Im Juni 2019 wurde Nuntii Latini wegen knapper Ressourcen eingestellt.

## Radio Vatikan
Bei Radio Vatikan (früher: Vatican News) übersetzte der Theologe und Kirchenrechtler Gero P. Weishaupt seit 2004 jeden Dienstag ausgewählte Meldungen der deutschen Redaktion. Das Textangebot zählt zu den am meisten abgerufenen Seiten im Internet-Angebot der deutschen Redaktion. Seit dem 8. Juni 2019 gibt es zudem das Format Hebdomada Papae – Die Woche des Papstes als fünfminütige wöchentliche Sendung im linearen UKW-Programm des Senders sowie als Podcast. Das Angebot wird vom vatikanischen Staatssekretariat erstellt, wo auch die offiziellen Dokumente, Reden und andere Texte des Vatikans ins Lateinische übersetzt werden.

## Radio Bremen
Radio Bremen strahlt seit 2001 monatlich Nachrichten auf Latein unter dem Titel Nuntii Latini aus. Für die Auswahl der Meldungen ist redaktionell das Hörfunkprogramm Bremen Zwei verantwortlich. Übersetzt werden die Texte dann von einem Team aus Lateinlehrerinnen und -lehrern und Lateinbegeisterten (Stand Juli 2025: Imke Tschöpe, Berit Wenderhold, Aljoscha Riehn und Mathias Rösel). Ende 2017 war die Sendung „aus Zeitmangel und Altersgründen“ unterbrochen worden, kehrte aber im November 2018 wieder zurück und wird seitdem jeweils am Monatsende auf Bremen Zwei sowie bei MDR Kultur vom Mitteldeutschen Rundfunk (MDR) gesendet und als Podcast verbreitet. Von 2001 bis 2017 wurde die Sendung von Altphilologen und Lehrern aus Bremen und Bremerhaven in Zusammenarbeit mit dem damaligen Programmleiter von Bremen Zwei Jörg-Dieter Kogel betreut.

## Radio F.R.E.I. in Erfurt
Radio F.R.E.I. in Erfurt sendet seit Juli 2015 wöchentlich eine Viertelstunde auf Latein („Erfordia Latina“). Seit Januar 2019 sind die Sendungen nur mehr jede zweite Woche (gerade Kalenderwochen, mittwochs 16.00 Uhr) auf UKW und im Internet zu hören.